# Chris Denk
Christopher Denk ou Chris Denk  est un scénariste et producteur américain.

## Biographie

### Débuts
Denk commence sa carrière en 1995, faisant partie du département des arts pour l'émission de télé-réalité WMAC Masters. La même année, il est assistant de production du département des arts pour le film The Walking Dead. En 1998, il est un des producteurs de Art House.

### Arrivée dans le monde du cinéma
En 2004, Denk est nommé assistant-réalisateur du téléfilm Frankenfish de Mark A.Z. Dippé. L'année suivante, il est assistant de production des films London et Dirty.
En 2006, il fait ses débuts comme scénariste avec le film d'animation américano-sud-coréen Festin de requin avant de revenir dans la production, en étant assistant du producteur Timothy Wayne Peternel pour le film Le grand Stan. Malgré cela, Denk revient dans le cinéma d'animation en étant le scénariste de téléfilm Bats: Human Harvest ou encore Cendrillon et le Prince (pas trop) charmant 2.
En 2010, il revient dans le monde du cinéma en étant un des scénaristes de Alpha et Oméga et celui de The Outback qui sort en début d'année 2012. Il est actuellement en projet sur The Reef:High Tide.

## Filmographie
- Comme scénariste :
  - Festin de requin (2006)
  - Bats: Human Harvest (téléfilm, 2007)
  - Cendrillon et le Prince (pas trop) charmant 2 (vidéo, 2009)
  - Alpha et Oméga (2010)
  - The Outback (2012)
  - The Reef:High Tide (prévu pour 2012)

- Comme producteur :
  - The Walking Dead : Assistant de production du département des Arts
  - London (2005) : Assistant de production
  - Dirty (2005) : Assistant de production
  - Le grand Stan (2007) : Assistant de Timothy Wayne Peternel (producteur)

- Comme assistant-réalisateur :
  - Frankenfish (téléfilm, 2004) de Mark A.Z. Dippé

- Comme assistant-département des arts :
  - WMAC Masters (télé-réalité, 1995)